# Pont Flotant (Riga)
El Pont Flotant (en letó: Peldošais tilts) va ser el primer pont que creuava el riu Daugava a Riga, capital de Letònia. Va ser erigit durant la primera dècada del 1700 per ordre del rei Carles XII de Suècia per a la seva utilització en la Gran Guerra del Nord. A l'any següent va ser destruït i més tard es va realitzar un projecte similar que va estar en servei fins a l'any 1892.